# Il Primo Tower
Der Il Primo Tower ist ein Wohngebäude in Dubai, Vereinigte Arabische Emirate. Der Wolkenkratzer wurde von dem emiratischen Immobilienentwickler Emaar Properties geplant und entwickelt. Das Gebäude befand sich zwischen 2017 und 2023 im Bau und hat eine Höhe von 356 Metern, womit es zu den höchsten Wohngebäuden der Welt gehört und eines der höchsten Hochhäuser in Dubai ist. Es hat 79 oberirdische und 6 unterirdische Stockwerke für Parkflächen.
Der Il Primo Tower befindet sich im Operndistrikt in der Innenstadt in der Nähe des Burj Khalifa, der Dubai Mall und der Dubai Opera. Der Tower bietet über 100 hochpreisige Apartments, welche jeweils mehrere Millionen US-Dollar kosten. Diese bieten luxuriöse Wohnbedingungen, insbesondere in den Penthäusern im Obergeschoss, die vom Architekturbüro B8 Architecture Dubai entworfen wurden. Das Gebäude bietet verschiedene Annehmlichkeiten für die Bewohner, darunter ein Fitnessstudio, eine Zigarrenlounge, ein Spielzimmer, eine Bibliothek, ein Kino und ein Spa-Bereich.